# 日本の硬貨
日本の硬貨（にほんのこうか）では、日本で流通している、若しくは過去に流通していた硬貨について解説する。本項目では明治4年に新貨条例の制定後に発行された硬貨を扱う。

## 概説
明治4年5月10日（1871年6月27日）に制定された新貨条例で通貨単位を「円」とし、補助単位として「銭」「厘」が定められ、金本位制の下で本位貨幣と補助貨幣が発行された。以後、貨幣法、臨時通貨法を経て、現在は1987年（昭和62年）制定の通貨の単位及び貨幣の発行等に関する法律に基づいて管理通貨制度の下で通常貨幣と記念貨幣が発行されており、同法における本位貨幣は存在しない。
硬貨発行の権能は政府にあり、戦前は大日本帝国政府が、戦後は日本国政府が発行する。財務大臣が造幣局に造幣させた硬貨を日本銀行に交付することで発行され、日本銀行から各金融機関を通して流通する。

### 現行の硬貨
現在、日本で発行される硬貨は、通常発行される額面1円、5円、10円、50円、100円、500円の各1種類ずつ6種類の貨幣（通常貨幣）と、臨時に発行される記念貨幣がある。これらは通貨の単位及び貨幣の発行等に関する法律により「貨幣」と規定されるが、本位貨幣ではなく補助貨幣的な性質を持つ。
財務省や造幣局はそれぞれの硬貨を「十円貨幣」「五百円貨幣」等と称しており、日本銀行ではこれを「十円貨」「五百円貨」等と称している。一般的な通称として「十円硬貨」「五百円硬貨」等、あるいは「十円玉」「五百円玉」等とも呼ばれる。

### 造幣・発行
貨幣の造幣及び発行の権能は、日本国政府に属する。財務大臣は、貨幣の製造に関する事務を、独立行政法人造幣局に行わせている。
貨幣の発行は、財務大臣の定めるところにより、造幣した貨幣を日本銀行に交付することにより行う。日本銀行は貨幣を日銀券に交換し、一般会計内に設置された貨幣回収準備資金に納入、年度末には税外収入として政府の一般会計に繰り入れられる。ここで貨幣の額面と硬貨製造費用との差額は政府の貨幣発行益となる。現行の貨幣は素材金属の価格が額面を下回るが、製造コストは額面を上回ることがある。
| 貨幣種類   | 発行益 |
| ---------- | ------ |
| 一円硬貨   | -13円  |
| 五円硬貨   | 1円    |
| 十円硬貨   | -32円  |
| 五十円硬貨 | 30円   |
| 百円硬貨   | 27円   |
| 五百円硬貨 | 457円  |

日本の硬貨は、日本銀行の取引先金融機関が日本銀行に保有している当座預金を引き出すことによって世の中に送り出され、その金融機関から市中に流通するのは日本銀行券と同様であるが、日本銀行券の場合は当座預金の引き出しによって払い出された時点で発行となるところが日本の硬貨と異なる点である。

### 現在有効な硬貨と流通状況
現在有効な硬貨は、戦後に発行された、一円黄銅貨を除く円単位の硬貨である。
主に市中で流通しているのは、発行中の一円アルミニウム貨・五円黄銅貨（有孔ゴシック体）・十円青銅貨（ギザ無）・五十円白銅貨・百円白銅貨・五百円バイカラー・クラッド貨と、2021年（令和3年）まで発行されていた五百円ニッケル黄銅貨である。五百円硬貨については、自販機等の各種機器の五百円バイカラー・クラッド貨への対応の遅れなどもあり、五百円バイカラー・クラッド貨と五百円ニッケル黄銅貨が混在して流通している。
既に発行を終了した五円黄銅貨（有孔楷書体）・十円青銅貨（ギザ有）・五百円白銅貨などが市中流通しているのが稀に見られる。これらは市中の対面取引では概ね不自由なく使用できるが、若年層の店員等にとって見慣れぬ硬貨として慎重に扱われることがある。また自動販売機等で受け付けられないことがある。
その他に昭和期に発行を終了した五円黄銅貨（無孔）・五十円ニッケル貨（無孔）・五十円ニッケル貨（有孔）・百円銀貨（鳳凰）・百円銀貨（稲穂）があるが流通はほとんどない。これらは現在も有効な硬貨ではあるが。市中の対面取引では見慣れぬ硬貨で真偽が判別できないとして受け取りを拒否されることがあり、自動販売機等で受け付けられない。
記念貨幣も法的には全て通貨として有効であるが、市中の取引では有効な貨幣として知られておらず受け取りを拒否されることがあり、自動販売機で使用できない。
先進諸国では日本の一円硬貨に相当する程度の小額硬貨を廃止していることが多いが、日本では一円硬貨や五円硬貨などの小額硬貨も流通し、対面取引や銀行店舗内のATM、商店の自動釣銭機、現金対応のセルフレジ、ガソリンスタンドの給油機等では不自由なく使用できるが、街中の自動販売機や駅の券売機等では使用できない。キャッシュレス化の流れの中でこうした小額硬貨の需要も漸減傾向にあり、近年では一円硬貨・五円硬貨・五十円硬貨の新規製造はミントセット用のみに限られている。

### 強制通用力の制限
紙幣とは違い、法貨としての強制通用力は同一額面20枚までと限られているため、一度の決済に同一額面の硬貨を21枚以上提示した場合、相手は受け取りを拒否できる。また、現在発行されている貨幣はもとより、発行を終了した旧貨幣でも有効なものであれば法貨として使用可能であり、額面の20倍まで強制通用力が認められる。なお、納税など公金の納入に際しては使用枚数に制限がなく手数料なしで使用できる。
金融機関での出入金においては20枚の制限なく使用できるが、使用枚数に応じて硬貨取り扱い手数料が要求されることがしばしばある。枚数が多い場合には両替手数料が要求されることがある。

### 変遷
1871年（明治4年）制定の新貨条例では、弊制を金本位制と定め、通貨単位を円・銭・厘とし、本位貨幣として金貨5種と、貿易決済専用の一円銀貨、銭・厘単位の補助貨幣として銀貨4種と銅貨3種が定められた。江戸時代の銭貨も厘単位の価値を定めて引き続き流通した。しかし、準備金が不足し、また国外に金が流出したため金貨の造幣は進まず、一方でアジア圏での交易に主に貿易銀が用いられ、墨銀が国内にも流入するのを背景に一圓銀貨の造幣が進んで巷間にも流通した。1878年（明治11年）に太政官布告で一圓銀貨に国内での強制通用力が付与され実質的に銀本位制となり、1885年より題号を「日本銀行兌換銀券」とする日本銀行券の発行が開始された。
1897年（明治30年）に貨幣法が制定され、日清戦争で得た賠償金を準備金として改めて金本位制を確立した。このとき、金平価を半減し（新平価）、新貨条例下の金貨については額面の倍位通用とし、新平価に基づく本位金貨3種、銭・厘単位の補助貨幣として銀貨3種、白銅貨1種、青銅貨2種を定めた。また一円銀貨は通用を廃止した。1903年（明治36年）頃から銀の価格が上昇して素材価値が額面を越えるため銀貨の品位を落とす改正を行った。第一次大戦が始まると戦時インフレで銀が高騰し銀貨に代えて小額政府紙幣が発行された。
1931年（昭和6年）初頭に勅令で金兌換が暫時停止されたが、制度上は金兌換が維持された。同年に満州事変が生起すると軍需物資であるニッケルを輸入・備蓄するため1933年（昭和8年）に十銭ならびに五銭ニッケル貨を定めた。
1937年（昭和12年）に勃発した盧溝橋事件を発端に生起した日中戦争を契機に1938年（昭和13年）に戦時の時限立法として臨時通貨法が制定された。貨幣法では新しい通貨の発行にあたり議会で都度法改正が必要だったが、臨時通貨法の下では額面のみが定められ、素材・品位・量目が随時勅令で定められる様になり、以後は貨幣法に依らず臨時通貨法を根拠に臨時補助貨幣が発行された。手始めに十銭・五銭ニッケル貨を回収するために十銭・五銭アルミニウム青銅貨が、一銭黄銅貨を回収する為に一銭アルミニウム貨が、五十銭銀貨を回収する為に同額面の小額政府紙幣が発行された。1940年（昭和15年）にアルミニウム貨の量目を削減し、1941年（昭和16年）に太平洋戦争開戦以後も戦況の悪化に伴い度重なる量目の削減が行われた。1944年（昭和19年）にはアルミニウム貨を回収し錫貨に置き換えられたが、制海権を喪って錫の輸送が途絶えると代用に小額の日本銀行券が発行され、また、陶貨の発行が準備された。
戦後の1946年（昭和21年）に、軍が備蓄していた黄銅製品の払い下げをうけて五十銭黄銅貨幣（鳳凰）の発行が始まった。戦後のインフレをうけて、本来時限立法で銭単位の補助貨幣を規定していた臨時通貨法の期限を撤廃すると共に1円、5円の貨種を追加して、1948年（昭和23年）には五円黄銅貨と一円黄銅貨が発行された。インフレが進展して銭・厘が決済の単位として小さくなりすぎ、1953年（昭和28年）に小額通貨整理法で銭・厘単位の硬貨、銭単位の政府紙幣や日本銀行券、江戸時代の銭貨、一円黄銅貨を廃止した。
以後も臨時通貨法に、より高額面の貨種を順次追加し、1981年（昭和56年）に500円の貨種を追加して1982年（昭和57年）より五百円硬貨が発行された。また、1964年（昭和39年）の東京オリンピックを記念して記念貨幣が発行されたのを嚆矢に折に触れて記念貨幣が発行されているが、額面1000円以上の貨幣の発行に当たっては都度特別措置法を制定した。
1988年（昭和63年）に通貨の単位及び貨幣の発行等に関する法律を制定し、形骸化していた貨幣法と、実態にそぐわなくなった臨時通貨法、その他通貨関連の法律を廃止した。それまで臨時通貨法下で発行されていた臨時補助通貨は、同法の附則第8条により「貨幣とみなす臨時補助貨幣」として位置付けられ、引き続き通用力を有している。現在発行されている硬貨はもとより、発行を終了した旧硬貨でも有効なものであれば法定通貨として使用可能である。また、同法施行以後の硬貨は「貨幣」として発行が継続されている。

### 損傷貨幣の取扱
市中に流通している硬貨が故意以外の理由で損傷した場合には、日本銀行が鑑定を行い、真貨であると判定されれば引換えに応じるが、故意の硬貨の損傷は貨幣損傷等取締法により処罰される。

### 還流貨幣の取扱
市中の銀行を通じて日本銀行に戻った（還流）硬貨のうち、現在発行されている貨種で、摩耗・変形・変色等の度合いが少なく再度の流通に適していると判断されたものは再び金融機関を通じて市中に流通する。一方、現在発行されていない貨種や、通貨として市中に流通していた記念硬貨、流通に適さないほど極端に摩耗・変形・変色した硬貨（損貨）は、再使用不可能な流通不便貨という扱いで回収され、一定量がたまると製造元の造幣局に戻され、そこで素材別に鋳潰して、再び貨幣の材料となる。

### 表裏の定義
新貨条例では表裏が明示されていたが、貨幣法以降は表裏が明示されず、慣習的に菊紋がある方を表として扱っていた。戦後発行された硬貨も裏表を定める法的根拠はなく、便宜的に年銘がある面を裏、その反対側を表として扱っている。

### 製造数
記念硬貨を除く現在有効な日本の硬貨の製造量については造幣局 (日本)#硬貨製造量を参照のこと。

## 根拠法
日本の硬貨は主に以下の法律等を根拠に発行・運用されてきた。1890年 （明治 23年）に帝国議会が設置されるまでは太政官布告により、以後は法律ならびに勅令・法令による。

### 新貨条例
明治4年5月太政官布告第267号。
明治4年5月10日（1871年6月27日）制定。
通貨単位を円・銭・厘とし、金本位制を定めて円単位の本位金貨幣、開港場で使用する貿易銀としての一円銀貨、銭・厘単位の補助貨幣を定めた。本位貨幣は自由鋳造を定めた。額面・素材・品位・量目・直径・図柄を定めた。江戸時代の銭貨も厘単位で通用させた。
貨幣法の制定に伴い廃止。

### 貿易銀貨一般通用
明治11年5月27日太政官布告第12号。
一圓銀貨・貿易銀につき国内でも納税や公私の取引にも無制限通用を認めた。これにより実質的に銀本位制となった。
一円銀貨・貿易銀は貨幣法で通用停止。

### 貨幣法
明治30年法律第16号。
1897年（明治30年）3月29日公布、同年10月1日施行。
金平価を変更して金本位制を定めて円単位の本位貨幣と銭・厘単位の補助貨幣を定めた。新貨条例で制定した本位金貨幣は倍位通用とした。本位金貨幣は自由鋳造を定めた。額面・素材・品位・量目を定め、直径・図柄は別途勅令によって定めた。
通貨の単位及び貨幣の発行等に関する法律の制定に伴い廃止。

### 臨時通貨法
昭和13年法律第86号。
1938年（昭和13年）6月1日公布・施行。
戦時の時限立法で、小額政府紙幣（50銭）と、臨時補助貨幣の額面（10銭、5銭、1銭）を定め、素材・品位・量目・直径・図柄は別途勅令（戦後は政令）で定めた。後に期限を撤廃し、戦後には貨種を500円まで追加して一般流通する硬貨の根拠となった。
通貨の単位及び貨幣の発行等に関する法律の制定に伴い廃止。

### 小額通貨の整理及び支払金の端数計算に関する法律
昭和28年法律第60号。
1953年（昭和28年）7月15日公布・施行
戦後インフレにより、決済単位として小さくなりすぎた銭・厘の通貨（補助貨幣・小額政府紙幣・小額の日本銀行券、江戸時代の銭貨）を廃止した。併せて一円黄銅貨を廃止した。

### 通貨の単位及び貨幣の発行等に関する法律
昭和62年法律第42号。
1987年（昭和62年）6月1日公布、1988年（昭和63年）4月1日施行。
現行法。
従前より流通してきた臨時通貨法による臨時補助貨幣を「貨幣」と位置づけ引き続き流通させる。一般流通用の貨幣の額面として1, 5, 10, 50, 100, 500円を定め、素材・品位・量目・直径・図柄は別途政令で定める。記念貨幣については1,000円, 5,000円,  10,000円の額面を定め、閣議決定をもって発行できる。

## 歴史

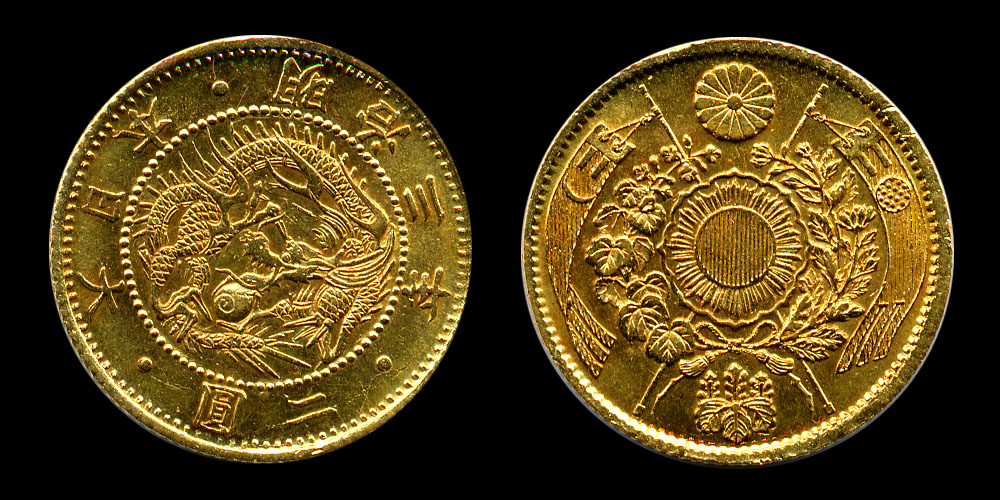
旧二円金貨（1870年製造）

### 金銀複本位制による本位金貨・本位銀貨と補助貨幣の発行
新貨条例が施行された明治以降の近代社会において、それまでの小判や分金、穴銭などといった手工芸的な硬貨に代えて、本格的な洋式硬貨を1871年（明治4年）（硬貨上の年号は明治3年銘もある）から発行した。
- 本位金貨として、1円、2円、5円、10円、20円（いずれも金90%の金合金）
- 本位銀貨（1878年（明治11年）以降）および貿易用銀貨として、1円、貿易銀（いずれも銀90%の銀合金）
- 補助銀貨として、5銭、10銭、20銭、50銭（いずれも銀80%の銀合金。5銭については後に白銅貨に移行）
- 補助銅貨として、1厘、半銭（5厘）、1銭、2銭（いずれも銅98%の銅合金）

が発行され、事実上の金銀複本位制（のちに事実上の銀本位制）として流通した。
このとき江戸時代に鋳造された銭貨は、天保通宝8厘、寛永通宝真鍮四文銭2厘、文久永宝1厘5毛、寛永通宝銅一文銭1厘、寛永通宝鉄四文銭1/8厘、寛永通宝鉄一文銭1/16厘として通用が認められたが、天保通宝・寛永通宝鉄銭については明治時代のうちに通用停止となった。
以降、度々法改正があり、様々な材質・規格でこれらの額面の多様な硬貨が製造された。

### 金本位制による本位金貨と補助貨幣の発行
1897年（明治30年）には貨幣法施行により、金本位制による貨幣制度が整えられた。これに伴い、金平価が半減されたため、新貨条例による金貨は額面表示の新貨条例で発行された旧金貨は全て額面の2倍の通用力を有することとなった。また、一円銀貨は1898年（明治31年）4月1日限りで失効となった。
貨幣法を根拠として、
- 本位金貨として、5円、10円、20円（いずれも金90%の金合金）
- 補助銀貨として、10銭、20銭、50銭（銀合金、当初銀80%、後の旭日10銭・八咫烏10銭（流通せず）・鳳凰50銭は銀72%）
- 銀貨以外の補助貨幣として、
  - 白銅貨：5銭、10銭
  - 青銅貨：5厘、1銭
  - ニッケル貨：5銭、10銭（1933年（昭和8年）以降に白銅貨を置き換えた）

が発行されていた。

### 日中戦争から太平洋戦争終戦後にかけての臨時補助貨幣の発行
1938年（昭和13年）には臨時通貨法が施行され、アルミニウム青銅、黄銅、アルミニウムなどを材料とした硬貨に置き換えられた。そのとき50銭については硬貨にするのに適切な金属がなかったため小額政府紙幣として発行された。第二次世界大戦開戦後には、これらの貨幣用材料は軍需用資材として転用させられ、戦況の悪化に伴い直径や量目（重量）についても度重なる縮小・削減が行われ、果ては貨幣用として適当な素材とは言い難い錫・亜鉛の合金を材料とした硬貨も発行された。1945年（昭和20年）3月には航空機の金属材料を捻出するために、10銭、5銭、1銭のアルミニウム硬貨も回収して小額の日本銀行券と交換された。終戦時に造幣局で製造されていたのは一銭錫・亜鉛貨のみで、実際の発行には至らなかったものの非金属製の陶貨の製造が行われる状況となっていた。
臨時通貨法を根拠に、第二次世界大戦中には臨時補助貨幣として
- アルミニウム青銅貨：5銭、10銭
- 黄銅貨：1銭
- アルミニウム貨：1銭、5銭、10銭
- 錫貨：1銭、5銭、10銭

終戦直後には同じく臨時補助貨幣として
- アルミニウム貨：10銭
- 錫貨：5銭
- 黄銅貨：5円、1円、50銭

がそれぞれ発行された。

### 銭・厘単位の通貨廃止とそれ以降
戦後、小額通貨の整理及び支払金の端数計算に関する法律により、銭・厘単位の法定通貨が1953年（昭和28年）末に廃止され、このとき1円以下の補助貨幣が失効した。その中には円単位でありながら鋳潰しの恐れがあるとされた一円黄銅貨や、江戸時代に鋳造された寛永通宝銅一文銭・寛永通宝真鍮四文銭・文久永宝も含まれていた。また、1931年（昭和6年）12月17日の金貨兌換停止に関する緊急勅令により金兌換が停止されたことに伴い、以降は金本位制が有名無実化していたが、本位金貨も通貨の単位及び貨幣の発行等に関する法律により1988年（昭和63年）3月31日限りで名実ともに失効し、現在は名実ともに管理通貨制度に移行した。
記念貨幣を除く現在有効な硬貨に関する年表を以下に示す。太字は製造発行中の貨種である。
- 1948年（昭和23年）10月25日：五円黄銅貨（無孔）発行、流通開始。素材は黄銅。図柄は国会議事堂。穴なし。
- 1949年（昭和24年）9月15日：五円黄銅貨（有孔楷書体）発行、流通開始。中心に穴の空いた形状へ変更。図柄も稲穂と水・歯車に変更。文字は楷書体の旧字体表記。俗に「筆五（フデ五）」と呼ばれるもので、現行のものとは異なる。
- 1953年（昭和28年）1月5日：十円青銅貨（ギザ有）発行、流通開始。素材は青銅。図柄は平等院鳳凰堂。周囲に溝（ギザ）あり。俗に「ギザ十」と呼ばれるもので、現行のものとは異なる。なお製造開始は1951年（昭和26年）であり昭和26年ならびに昭和27年の表記のものがある。
- 1955年（昭和30年）6月1日：一円アルミニウム貨流通開始。素材はアルミニウム。図柄は若木。
- 1955年（昭和30年）9月1日：五十円ニッケル貨（無孔）発行、流通開始。素材はニッケル。図柄は横から見た菊の花1輪。穴なし。
- 1957年（昭和32年）12月11日：百円銀貨（鳳凰）発行、流通開始。素材は銀合金。図柄は鳳凰。
- 1959年（昭和34年）2月16日：十円青銅貨（ギザ無）発行、流通開始。周囲の溝（ギザ）がなくなり平滑に変更。図柄は従前から変更なし。
- 1959年（昭和34年）2月16日：百円銀貨（稲穂）発行、流通開始。図柄が鳳凰から稲穂に変更。
- 1959年（昭和34年）2月16日：五十円ニッケル貨（有孔）発行、流通開始。中心に穴の空いた形状へ変更。図柄も真上から見た菊の花1輪に変更。
- 1959年（昭和34年）9月1日：五円黄銅貨（有孔ゴシック体）発行、流通開始。字体が楷書体からゴシック体、旧字体から新字体へ変更。図柄は従前からほぼ変更なし。
- 1967年（昭和42年）2月1日：百円白銅貨発行、流通開始。素材が銀合金から白銅へ変更。図柄も桜の花3輪に変更。
- 1967年（昭和42年）2月1日：五十円白銅貨発行、流通開始。素材がニッケルから白銅へ変更。図柄も菊の花3輪に変更。直径縮小。
- 1982年（昭和57年）4月1日：五百円白銅貨発行、流通開始。素材は白銅。図柄は桐。側面はレタリング。
- 1988年（昭和63年）4月1日：通貨の単位及び貨幣の発行等に関する法律の施行により、従前は臨時補助貨幣として発行されていたこの時点で有効な硬貨は「貨幣とみなす臨時補助貨幣」として引き続き通用力を有することとなった。本法律を根拠に発行される硬貨は「貨幣」と称する。
- 2000年（平成12年）8月1日：五百円ニッケル黄銅貨発行、流通開始。素材がニッケル黄銅へ変更。偽造防止対策として潜像、周囲の斜めギザ等を採用。従前の図柄を踏襲するも、細部のデザインを変更。
- 2021年（令和03年）11月1日：五百円バイカラー・クラッド貨発行、流通開始[5][6]。偽造防止対策として2色3層構造のバイカラー・クラッド貨幣となり、周囲は異形斜めギザに変更。従前の図柄を踏襲するも、細部のデザインを変更。

## 一覧

### 額面別

#### 凡例
- 太字：有効貨種あり
- ☆：記念貨幣あり
- ★：記念貨幣のみ
- カッコ書き：試鋳貨幣のみ
- ＝：実質的に同一額面
- ここでは、江戸時代に鋳造された銭貨の明治以降の新貨体系（円・銭・厘）に合わせた通用価値は含まない。

#### 額面一覧
- 一厘硬貨
- （二厘硬貨）
- 五厘硬貨＝半銭硬貨
- 一銭硬貨
- 二銭硬貨
- 五銭硬貨＝（二十分一円硬貨）
- 十銭硬貨＝（十分一円硬貨）
- 二十銭硬貨
- （二十五銭硬貨＝四分一円硬貨）
- 五十銭硬貨＝（半円硬貨）
- 一円硬貨
- 二円硬貨
- （二円半硬貨）
- 五円硬貨
- 十円硬貨
- 二十円硬貨
- 五十円硬貨
- 百円硬貨☆
- 五百円硬貨☆
- 千円硬貨★
- 五千円硬貨★
- 一万円硬貨★
- 五万円硬貨★
- 十万円硬貨★

### 現在発行中の硬貨
| 名称                                        | 規格                                                   | 図柄・形式 | 品位 | 発行開始                                              |
| ------------------------------------------- | ------------------------------------------------------ | --- | --- | ----------------------------------------------------- |
| 一円硬貨 〈一円アルミニウム貨〉             | 外径：20mm 量目：1g 厚さ：約1.5mm（実測）              | 表：若木、「日本国」、「一円」。デザインは公募により決まった。 裏：「1」と年号。 2016年（平成28年）以降は需要減少によりミントセット用以外新規製造中止。 | アルミニウム （純アルミニウム） | 1955年 （昭和30年） 6月1日                            |
| 五円硬貨 〈五円黄銅貨（有孔ゴシック体）〉   | 外径：22mm 孔径：5mm 量目：3.75g 厚さ：約1.5mm（実測） | 表：稲穂、穴周辺に歯車、横線は水（海、川、湖沼）と「五円」。表のデザインは、農産・水産・工業を表している。 裏：双葉（木の芽）が林業を表している。その他に「日本国」、年号。 穴空き。 表裏の文字はゴシック体。 | 黄銅（真鍮。銅と亜鉛の合金） 銅が1000分中600以上700以下、亜鉛が1000分中300以上400以下。 | 1959年 （昭和34年） 9月1日                            |
| 十円硬貨 〈十円青銅貨（ギザ無）〉           | 外径：23.5mm 量目：4.5g 厚さ：約1.5mm（実測）          | 表：平等院鳳凰堂、「日本国」、「十円」。 裏：常盤木（ときわぎ）にリボンと「10」、年号。 | 青銅（銅と錫（スズ）の合金。但し亜鉛を含む） 銅が1000分中950、亜鉛が40以下30以上、スズが10以上20以下。 | 1959年 （昭和34年） 2月16日                           |
| 五十円硬貨 〈五十円白銅貨〉                 | 外径：21mm 孔径：4mm 量目：4g 厚さ：約1.7mm（実測）    | 表：菊花（一重菊）、「日本国」、「五十円」。 裏：「50」と年号。 穴空き、周囲は溝付き。 | 白銅（銅とニッケルの合金） 銅が1000分中750、ニッケルが250。 | 1967年 （昭和42年） 2月1日                            |
| 百円硬貨 〈百円白銅貨〉                     | 外径：22.6mm 量目：4.8g 厚さ：約1.7mm（実測）          | 表：桜花（八重桜）、「日本国」、「百円」。 裏：「100」と年号。 周囲は溝付き。 | 白銅（銅とニッケルの合金） 銅が1000分中750、ニッケルが250。 | 1967年 （昭和42年） 2月1日                            |
| 五百円硬貨 〈五百円バイカラー・クラッド貨〉 | 外径：26.5mm 量目：7.1g 厚さ：約1.81mm（実測）         | 表：桐花葉、「日本国」、「五百円」。 裏：竹（笹葉）、橘の小枝、「500」と年号。 周囲に「異形斜めギザ」と呼ばれるタイプの斜めの溝が刻まれている。表面には微細線及び微細点、また縁の内側に「JAPAN」「500YEN」の微細文字加工あり。裏面には傾けると「500YEN」「JAPAN」の文字が見える「潜像模様」あり。裏面のデザインでは、上下左右の竹と橘のうち下の竹がなく、製造年の文字が縁に沿っての円弧状の配置となっているのも白銅貨及びニッケル黄銅貨と異なる点である。 | ニッケル黄銅、白銅及び銅から成るバイカラー・クラッド（外周はニッケル黄銅で、内側は白銅で中心の銅を挟んだものという構造で、銅の部分は外から見えない）。 全体からの割合として、銅が1000分中750、亜鉛が125、ニッケルが125。 | 2021年 （令和3年） 11月1日 （製造開始： 同年6月21日） |

#### 現在発行中の硬貨に関する補足事項
日本の市中の街角に置かれる一般的な自動販売機や鉄道駅の券売機では、五百円硬貨・百円硬貨・五十円硬貨・十円硬貨は使用可能であるが、五円硬貨や一円硬貨は使用できない。コイン式コピー機では五百円硬貨・百円硬貨・五十円硬貨・十円硬貨に加え、五円硬貨が使用できる機器も存在する。銀行のATM、商店の自動釣銭機、現金対応のセルフレジ、ガソリンスタンドの給油機などでは五円硬貨や一円硬貨も含めて6種類全て使用可能である。
五百円バイカラー・クラッド貨については、半導体不足の影響もあり、飲料等の自動販売機やバスの運賃箱・両替機等の各種機器の改修の遅れから、五百円バイカラー・クラッド貨に対応しているものと対応していないものが混在している。2024年2月現在、五百円バイカラー・クラッド貨に対応している自動販売機の割合は、日本全国の3割程度に留まっているとされる。
十円硬貨・五円硬貨・一円硬貨の3種類に関しては、これらの硬貨に使われる金属そのものの価値は額面より低いが、1枚製造するのにかかるコストは額面より高く（すなわち、「地金価値＜額面（通用価値）＜製造コスト」）、製造すればするほど赤字となる。特に五円硬貨に関しては、ウクライナ情勢や円安などの影響で、金属原価が高騰して額面に接近し、2024年（令和6年）5月には金属原価が額面の90%を超えたこともあり、近い将来額面を超える可能性が出てきている。これに対し、五百円硬貨・百円硬貨・五十円硬貨の3種類は、「地金価値＜製造コスト＜額面（通用価値）」なので、製造すれば黒字となり貨幣発行益が出ることになる。
2024年現在、五十円硬貨（五十円白銅貨）、五円硬貨（五円黄銅貨）、一円硬貨（一円アルミニウム貨）はミントセット用のみの製造となっている。
現在発行中の日本の硬貨6種類を手触りだけで判別する方法は次の通り。
- ギザあり・穴なし：500円（重い）・100円（軽い）
- ギザあり・穴空き：50円
- ギザなし・穴なし：10円（重い）・1円（軽い）
- ギザなし・穴空き：5円

### 現在発行されていないが有効な硬貨
| 名称                                    | 規格                                           | 図柄・形式 | 品位                                                                                                   | 発行開始                                                 |
| --------------------------------------- | ---------------------------------------------- | --- | --- | -------------------------------------------------------- |
| 五百円硬貨 〈五百円ニッケル黄銅貨〉     | 外径：26.5mm 量目：7g 厚さ：約1.81mm（実測）   | 表：桐花葉、「日本国」、「五百円」。 裏：竹（笹葉）、橘の小枝、「500」と年号。 周囲に斜めの溝が刻まれている。表面には微細線及び微細点、裏面には傾けると「500円」の文字が見える「潜像模様」、また両面に極めて小さな「N」「I」「P」「P」「O」「N」の6文字が不規則に配置される「マイクロ文字」あり。 五百円バイカラー・クラッド貨への移行のため、五百円バイカラー・クラッド貨の製造開始である2021年（令和3年）6月21日以降は五百円ニッケル黄銅貨の新規製造が停止された。その後、2022年（令和4年）には十分な量の五百円バイカラー・クラッド貨が出回ったことに伴い、日銀で回収した五百円ニッケル黄銅貨の発行も停止された。 | ニッケル黄銅（銅、亜鉛及びニッケルの合金） 銅が1000分中720、亜鉛が200、ニッケルが80。                  | 2000年 （平成12年） 8月1日                               |
| 五百円硬貨 〈五百円白銅貨〉             | 外径：26.5mm 量目：7.2g 厚さ：約1.85mm（実測） | 表：桐花葉、「日本国」、「五百円」。 裏：竹（笹葉）、橘の小枝、「500」と年号。 周囲は「NIPPON ◆ 500 ◆」のレタリング。 ニッケル黄銅貨（2000年（平成12年）発行開始）及びバイカラー・クラッド貨（2021年（令和3年）発行開始）と異なり、潜像模様・微細線・微細点・マイクロ文字等はなし。 | 白銅（銅とニッケルの合金） 銅が1000分中750、ニッケルが250。                                            | 1982年 （昭和57年） 4月1日                               |
| 百円硬貨 〈百円銀貨〉                   | 外径：22.6mm 量目：4.8g                        | 表：稲穂、「日本国」、「百円」。 裏：分銅、「100」と年号。 周囲は溝付き。 | 銀合金 銀が1000分中600、銅が1000分中300、亜鉛が1000分中100。                                           | 1959年 （昭和34年） 2月16日                              |
| 五十円硬貨 〈五十円ニッケル貨（有孔）〉 | 外径：25mm 孔径：6mm 量目：5g                  | 表：菊花、「日本国」、「五十円」。 裏：「50」と年号。 穴空き。 | ニッケル （純ニッケル）                                                                                | 1959年 （昭和34年） 2月16日                              |
| 百円硬貨 〈百円銀貨〉                   | 外径：22.6mm 量目：4.8g                        | 表：鳳凰、「日本国」、「百円」。 裏：旭日、桜花、「100YEN」と年号。 周囲は溝付き。 | 銀合金 銀が1000分中600、銅が1000分中300、亜鉛が1000分中100。                                           | 1957年 （昭和32年） 12月11日                             |
| 五十円硬貨 〈五十円ニッケル貨（無孔）〉 | 外径：25mm 量目：5.5g                          | 表：菊花、「日本国」、「五十円」。 裏：分銅、「50」と年号。 周囲は溝付き。 | ニッケル （純ニッケル）                                                                                | 1955年 （昭和30年） 9月1日                               |
| 十円硬貨 〈十円青銅貨（ギザ有）〉       | 外径：23.5mm 量目：4.5g                        | 表裏の図柄は現行の十円硬貨（1959年（昭和34年）発行開始）と同じだが、周囲が溝付きであることが現行の十円硬貨と異なる点であり、俗に「ギザ十」の愛称で呼ばれる。 | 青銅（銅と錫（スズ）の合金。但し亜鉛を含む） 銅が1000分中950、亜鉛が40以下30以上、スズが10以上20以下。 | 1953年 （昭和28年） 1月5日 製造開始は1951年 （昭和26年） |
| 五円硬貨 〈五円黄銅貨（有孔楷書体）〉   | 外径：22mm 孔径：5mm 量目：3.75g               | 表裏の図柄は現行の五円硬貨（1959年（昭和34年）発行開始）とほぼ同じだが、表裏の文字が楷書体で、裏面が「日本國」と旧字体であることが現行の五円硬貨と異なる点であり、俗に「筆五（フデ五）」の愛称で呼ばれる。 穴空き。 | 黄銅（真鍮。銅と亜鉛の合金） 銅が1000分中600以上700以下、亜鉛が1000分中300以上400以下。                | 1949年 （昭和24年） 9月15日                              |
| 五円硬貨 〈五円黄銅貨（無孔）〉         | 外径：22mm 量目：4g                            | 表：国会議事堂、「五円」。 裏：鳩、梅花、「日本國」、年号。 周囲は溝付き。 日本の有効な硬貨の中で最古。 | 黄銅（真鍮。銅と亜鉛の合金） 銅が1000分中600以上700以下、亜鉛が1000分中300以上400以下。                | 1948年 （昭和23年） 10月25日                             |

#### 現在発行されていないが有効な硬貨に関する補足事項
五百円ニッケル黄銅貨については、現在のところほぼ全ての自販機、セルフレジ、ATM等の各種機器で使用でき、五百円バイカラー・クラッド貨への対応の遅れから、五百円硬貨としては現在のところ五百円ニッケル黄銅貨しか対応していない各種機器も多い。その他の旧五円硬貨（有孔楷書体）を除く旧硬貨が自販機、セルフレジ、ATM等の各種機器で使えない（ことが多い）理由は次の通り（五円硬貨については現行のものも含めて街角の一般的な自販機では使用不可（ただし一部のコイン式コピー機では五円硬貨が使用できる機器もある。））。
- 旧五百円硬貨（白銅貨）：材質が1世代前のもの（ニッケル黄銅貨）及び現行のもの（バイカラー・クラッド貨）と異なるため。自販機等の各種機器の精度の向上・更新により、現在では五百円白銅貨非対応のものが多くなっている（ごく一部に五百円白銅貨対応のものも残存しているが、五百円バイカラー・クラッド貨に対応させる場合、旧硬貨となるニッケル黄銅貨には引き続き対応させるが、それと同時に旧々硬貨となる五百円白銅貨には非対応とするのが一般的である）。質量や電気伝導率により判別している。
- 旧百円硬貨（銀貨・2種あり）：材質が現行のもの（白銅貨）と異なるため。
- 旧五十円硬貨（ニッケル貨・2種あり）：材質と直径が現行のものと異なるため（現行のものは材質が白銅で、直径もニッケル貨より小さい）。
- 旧十円硬貨（ギザ有）：偽造硬貨使用防止の観点から硬貨の検知精度を向上しているため。十円硬貨（ギザ有）が使えない機器では、十円硬貨（ギザ有）の質量が現行の十円硬貨（ギザ有）より若干軽いこと、または機器の内部で硬貨を飛ばす際の回転数・飛距離から判別している。ただし十円硬貨（ギザ有）については使える機器も多い。
- 旧五円硬貨（無孔）：穴がなく量目が現行のものと異なるため。

これらの旧硬貨は現在も法的には有効であるが、現実的には五百円ニッケル黄銅貨が現在のところ市中で普通に出回っているのと、五百円白銅貨・十円青銅貨（ギザ有）・五円黄銅貨（有孔楷書体）の3種が稀に市中で流通しているのを見かけることがある以外は、現在市中ではほとんど流通していない。2024年（令和6年）現在、鳳凰・稲穂の百円銀貨については銀地金としての価値が額面を明らかに超えているので古銭商が買取することもあるが、それ以外の旧硬貨については金属としての価値が額面を下回るものが多く（五円黄銅貨（無孔）は金属原価が額面をわずかに上回る計算になることもあるが）、かつ大量に現存しているので古銭商が買取することはほぼない（ただし、未使用でかつエラーなどの場合はこの限りではない）。
これらの旧硬貨は、市中に通貨として流通している場合、それが日本銀行に戻った時点で、極端に摩耗・変形・変色した硬貨と同様に再使用不可能な流通不便貨という扱いで回収される。ただし現実的な処理方法としては、十円青銅貨（ギザ有）及び五円黄銅貨（有孔楷書体）は現行硬貨と混合整理され、現行硬貨と同様に扱われる。
以上の一覧では、記念硬貨は除いているが、日本のこれまでに発行された記念硬貨は全て現在有効である。
以上のような古い硬貨、特に百円銀貨（稲穂）・百円銀貨（鳳凰）・五十円ニッケル貨（有孔）・五十円ニッケル貨（無孔）・五円黄銅貨（無孔）は、前述のように各種機器で受け付けられない他、日常の支払いにおいて見慣れぬ硬貨で真贋が判断できないとして受け取りを拒否される場合がある。日本銀行の窓口へ持ち込むと鑑定のうえで現行の紙幣・硬貨に交換できる。市中の銀行の窓口に持ち込むと口座への預け入れや現行の紙幣・硬貨への交換ができるが、場合によっては日本銀行での鑑定に回され日数を要する他、銀行によっては取り扱い手数料が要求されることがある。
日銀の勘定店における受入時の現金の整理においては、貨幣（硬貨）にあっては、10円・5円の旧貨（現在発行されていない有効貨）は同額面の現行貨と混合整理して構わないものとされ、それ以外の旧貨または記念貨のうち受入単位に取り纏めることに支障のあるものは引換依頼を行って差し支えないものとされている。その場合、百円銀貨（鳳凰）と百円銀貨（稲穂）、五十円ニッケル貨（無孔）と五十円ニッケル貨（有孔）はそれぞれ混合整理される。またこの他、損貨のうち額面通りの引換効力に疑義があるものは無条件で引換依頼の対象とされている。

### 失効した硬貨
戦前に発行された全ての硬貨、戦後発行の銭単位の硬貨、及び一円黄銅貨については、以下の法令により通用停止となっている。
- 一円銀貨（旧・新）及び貿易銀は貨幣法により1898年（明治31年）4月1日限りで通用停止。
- 銭・厘単位の全ての硬貨及び一円黄銅貨は小額通貨整理法により1953年（昭和28年）12月31日限りで通用停止。
- 新貨条例及び貨幣法で制定された本位金貨は全て通貨の単位及び貨幣の発行等に関する法律により1988年（昭和63年）3月31日限りで通用停止。

それぞれの硬貨についての詳細は「日本の金貨」・「日本の銀貨」・「日本の補助貨幣」・「臨時補助貨幣」を参照のこと。
これら失効した日本の硬貨のうち、新貨条例及び貨幣法で制定された本位金貨や各銀貨などについては、貴金属価値や古銭的価値が評価され取引されており、古銭商による買取の対象となっている。一方、金貨・銀貨以外の各種近代硬貨（白銅貨・ニッケル貨・銅貨・青銅貨・黄銅貨・アルミニウム青銅貨・アルミニウム貨・錫貨）の多くは金属価値も古銭的価値もほとんどないため、古銭商による買取の際には買取拒否されるか、あるいは大量にまとめての安い値段での買取となるのが一般であり、業者によっては希少性に欠ける銀貨でもそうなる場合がある。

## 記念貨幣

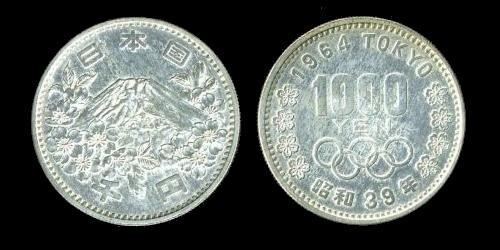
東京オリンピック記念1000円銀貨幣（1964年発行）

日本では1964年（昭和39年）に発行された、東京オリンピック記念の1000円銀貨幣および100円銀貨幣を初めとして、2021年（令和3年）末時点で220種類もの記念貨幣が発行されている。日本の記念貨幣の額面には、100円・500円・1000円・5000円・1万円・5万円・10万円がある。

## 硬貨の年銘
日本の硬貨には、製造年が刻印されているが、全て（西暦ではなく）元号表記となっており、現行のデザインのものでは、百円硬貨・五十円硬貨の2種はアラビア数字、他の4種は漢数字表記となっている。なお、記念硬貨を除く一般流通用の硬貨において、製造年がアラビア数字表記となっている硬貨は1967年（昭和42年）発行開始の百円白銅貨・五十円白銅貨のみであり、他の硬貨は過去に発行されたものも含め、全て漢数字表記である。

### 元号の変わり目の年について
1989年（昭和64年/平成元年）製造の硬貨については、「昭和六十四年」表記のものと「平成元年」表記のものが存在する。昭和64年は7日間しかなかったが、昭和64年銘の硬貨（100円・50円以外の4種、「昭和六十四年」表記）は「平成元年」表記の金型が完成する同年3月頃まで製造されたため、発行枚数は他の年号に比べて比較的少ない程度である。なお昭和64年中には百円硬貨及び五十円硬貨の製造が行われないまま平成元年となったので、「昭和64年」表記のこの2種の硬貨は存在せず、1989年製造のこの2種の硬貨は全て「平成元年」表記として製造されている。
2019年（平成31年/令和元年）製造の硬貨については、「令和元年」表記の硬貨の金型が完成するまでは「平成三十一年」「平成31年」表記として製造され、「令和元年」表記の硬貨はまず五百円硬貨と百円硬貨が7月11日から製造開始され、残りの4種類も10月頃から製造開始された。

### 発行枚数の少ない硬貨
硬貨の発行枚数は、年によってばらつきがある。現行の硬貨のうち、比較的発行枚数の少ないものは、以下の通り。ここでは現在発行中の6種に、1949年（昭和24年） - 1958年（昭和33年）に発行された五円黄銅貨（有孔楷書体）、1951年（昭和26年） - 1958年（昭和33年）に発行された十円青銅貨（ギザ有）、五百円白銅貨及び五百円ニッケル黄銅貨を加えた10種を対象とする。カッコ内は、概略発行枚数。
なお、このほか、「ミントセット」と呼ばれる硬貨のセットが1969年（昭和44年）から、プルーフ仕上げという特殊加工が施された硬貨も1987年（昭和62年）から造幣局から販売されている(1973年（昭和48年）・1974年（昭和49年）・1989年（昭和64年）は除く)。下表のうち※を付けたものは、全て造幣局販売の貨幣セット（ミントセット）に組み込まれており、一般流通用は存在しない。
一円硬貨
平成12年（1202.6万枚）
平成13年（802.4万枚）
平成14年（966.7万枚）
平成22年（790.5万枚）
※平成23年（45.6万枚）
※平成24年（65.9万枚）
※平成25年（55.4万枚）
※平成28年（57.4万枚）
※平成29年（47.7万枚）
※平成30年（44.0万枚）
※平成31年（56.6万枚）
※令和元年（50.2万枚）
※令和2年（52.8万枚）
※令和3年（84.5万枚）
※令和4年（57.4万枚）
※令和5年（46.3万枚）
※令和6年（51.1万枚）
五円硬貨
昭和28年（4500万枚）
昭和32年（1000万枚）
昭和34年（3300万枚）
昭和35年（3480万枚）
昭和42年（2600万枚）
平成12年（903万枚）
平成17年（1602.9万枚）
平成18年（959.4万枚）
平成19年（990.4万枚）
平成20年（981.1万枚）
平成21年（400.3万枚）
※平成22年（51.0万枚）
※平成23年（45.6万枚）
※平成24年（65.9万枚）
※平成25年（55.4万枚）
令和3年（1013.3万枚）
※令和4年（57.4万枚）
※令和5年（46.3万枚）
※令和6年（51.1万枚）
十円硬貨
昭和32年（5000万枚）
昭和33年（2500万枚）
昭和34年（6240万枚）
昭和61年（6896万枚）
昭和64年（7469.2万枚）
令和5年（2792.7万枚）
五十円硬貨
昭和60年（1015万枚）
昭和61年（996万枚）
※昭和62年（77.5万枚）
平成12年（702.6万枚）
平成13年（802.4万枚）
平成14年（1166.7万枚）
平成15年（1040.6万枚）
平成16年（990.3万枚）
平成17年（1002.9万枚）
平成18年（1059.4万枚）
平成19年（990.4万枚）
平成20年（881.1万枚）
平成21年（500.3万枚）
※平成22年（51.0万枚）
※平成23年（45.6万枚）
※平成24年（65.9万枚）
※平成25年（52.5万枚）
平成26年（753.8万枚）
平成31年（111.8万枚）
令和3年（913.3万枚）
※令和4年（57.4万枚）
※令和5年（46.3万枚）
※令和6年（51.1万枚）
百円硬貨
平成13年（802.4万枚）
平成14年（1066.7万枚）
五百円硬貨
昭和62年（277.5万枚）
昭和64年（1604.2万枚）
近年では電子マネー等のキャッシュレス取引普及の影響もあり、一円硬貨・五円硬貨・五十円硬貨の製造枚数が少なくなっており、流通用として製造されない年も現れる一方、十円硬貨・百円硬貨・五百円硬貨には強い需要があり、毎年安定して製造される傾向にある。

### 製造されなかった年銘
生産過剰等の理由により、1枚も製造されなかった年銘が発生した例もある。現行の硬貨の発行期間中に製造されなかった（存在しない）年銘は以下の通り。ここでも現在発行中の6種に、五円黄銅貨（有孔楷書体）・十円青銅貨（ギザ有）・五百円白銅貨及び五百円ニッケル黄銅貨を加えた10種の発行期間を対象とする。
一円硬貨
昭和43年
五円硬貨
昭和29年
昭和30年
昭和31年
十円硬貨
昭和31年
五十円硬貨
昭和64年
百円硬貨
昭和64年
五百円硬貨
（なし）
厳密な意味で製造枚数が0枚となった例は、昭和64年銘の五十円硬貨・百円硬貨が最後であり、平成以降では全ての硬貨が造幣されている。ただし、平成20年代以降では、上述のようにミントセット用に限られ、一般流通用分が造幣されなかった例は多数存在する。

## 硬貨のデザイン
硬貨のデザイン（素材・品位・量目・直径・図柄）は以下の法律で定められる。
新貨条例では、硬貨の額面・素材・品位・量目・直径・図柄（表裏明示）を条文中に定めた。量目・直径については尺貫法で表記し、量目はグレイン単位も併記した。
貨幣法では、硬貨の額面・素材・品位・量目を法文中で定め、直径・図案を別途勅令で定めた。量目・直径については尺貫法で表記し、量目はグラム単位も併記した。
臨時通貨法では、硬貨の額面のみを定め、素材・品位・量目・直径・図柄は別途勅令（戦後は政令）で定めた。量目・直径はメートル法で表記する。
通貨の単位及び貨幣の発行等に関する法律では、硬貨の額面のみを定め、素材・品位・量目・直径・図柄は別途政令で定める。量目・直径はメートル法で定める。
硬貨の厚さは定義されていない。

### 形状
江戸時代の貨幣が手工業的に製造され、楕円様（例：小判、天保通宝）や矩形（例：二分金）、円形（例：寛永通宝、中央に方形の孔が穿たれている）、不定形（例：丁銀）などがあったが、新貨条例制定に併せて最新式の鋳造機を導入し、洋式の近代的な貨幣鋳造が開始された。以降は法律・勅令・政令で直径・量目を定めて一定品質の円形の硬貨が造幣されている。一部の硬貨は中央に円形の孔が穿たれている（例：五銭白銅貨幣、五円黄銅貨、五十円白銅貨など）。世界では正多角形の硬貨など円形ではない硬貨も存在するが、日本では新貨条例以降全て円形であり、それ以外の形状の硬貨は発行されていない。

### 直径
新貨条例ならびに貨幣法では貨幣の直径は尺貫法（曲尺）で記述されていた。例えば旧二十圓金貨では法文中では一寸一分五釐七毛（メートル法では35.0606mm）で、新二十圓金貨では九分五厘（メートル法では28.7878mm）など。1921年（大正10年）にメートル法を基本とする度量衡法の改正（メートル法度量衡法）が行われ、臨時通貨法以降の硬貨の直径はメートル法に則って記述されている。例えば十銭アルミニウム青銅は直径22mm、孔径4.6mmである。

### 量目
江戸時代の貨幣において小判や銭貨は一定の量目で鋳造され計数貨幣である一方で、丁銀は43匁を目安としているがある程度の増減がある秤量貨幣であった。
新貨条例以降では個々の硬貨について量目を厳密に定め、造幣した硬貨は貨幣大試験で品位と量目を検証している。
新貨条例では、量目は尺貫法（曲尺）とグレイン（往時の表記ではゲレイン）単位で併記されていた。例えば旧二十圓金貨は八匁八分七釐三毛六、514.41グレインとされ、メートル法では33.3333gである。純金量では30g（1圓=1.5g の20倍）である。また、尺貫法、グレイン、メートル法の換算表も添えられていた。
貨幣法では、量目は尺貫法（曲尺）とグラム単位（往時の表記ではメトリックガラムまたはガラム）で併記されていた。例えば新二十圓金貨は四匁四分四釐四毛四（16.6665g）である。純金量では15g（1圓=0.75g の20倍）である。

#### 本位金貨
所定の金を含む（新貨条例では1圓あたり1.5g、貨幣法では1圓あたり0.75g）量目としている。

#### 一圓銀貨・貿易銀
一圓銀貨の量目は七匁一分七釐六毛、416グレイン（メートル法で26.96g）と定められた。1875年より1878年まで420グレインに増量している（貿易銀）。

#### 定位銀貨（補助貨幣の銀貨）
新貨条例では、額面と量目が比例していた。例えば五銭銀貨は三分三釐二毛九二五（19.3グレイン）なのに対し十銭銀貨は倍の六分六釐五毛八五（38.6グレイン）、五十銭銀貨は十倍の三匁三分二釐九毛二五（193グレイン）である。日常の使用では五銭銀貨は小さすぎ、後に白銅貨に置き換えられた。
本位貨幣である一円銀貨の品位に対して、銀量で見れば凡そ82.4%に相当する。

#### 定位銅貨（補助貨幣の銅貨）
新貨条例では、銅貨も額面と量目が比例していたが、一厘硬貨のみは比例関係にない。
臨時通貨法以降は、メートル法に基づき、グラム単位で量目が定められた。勅令・政令で量目が定められているが、必ずしも額面と量目の関係は一定ではない。

### 素材
新貨条例制定以降、2000年代初頭まで、硬貨全体が均質の金属素材であった。2008年（平成20年）よりバイカラー・クラッド貨が発行されている。2015年（平成27年）にクラッド貨が発行されている。これらは素材の金属の色を呈している。また、2003年（平成15年）以降、額面1000円の記念銀貨は全て彩色を施したカラーコインとなっている。
なお、海外の硬貨に見られる、中央部と外縁部がそれぞれ均質な材料であるバイメタル貨（例：1・2ユーロ硬貨）、メッキを施した硬貨（例：1982年より発行されているアメリカの1セント硬貨）は発行されたことがない。

#### 本位金貨
新貨条例・貨幣法では素材が金90%、銅10%であり、所定の金を含む。

#### 一圓銀貨・貿易銀
新貨条例では銀90%、銅10%の合金である。

#### 定位銀貨（補助貨幣の銀貨）
新貨条例・貨幣法では銀80%・銅20%の合金である。後に銀72%となった。

#### 定位銅貨（補助貨幣の銅貨）
新貨条例では当初銅98%、錫1%・亜鉛1%の合金（青銅貨）を発行したが、一部は銅75%・ニッケル25%の合金（白銅貨）に置き換え、貨幣法に引き継がれた。貨幣法では青銅貨を銅95%、錫4%・亜鉛1%の合金としている。
補助貨幣の素材としては品位の低い銀貨、銅合金が用いられることが多いが、軍需物資の備蓄の隠れ蓑としてニッケルを選定することもあり、昭和8年に貨幣法でニッケル貨を定めた。
補助貨幣では素材金属の価値が額面を下回る様に選ばれるが、急なインフレで素材価格が高騰した時には量目削減や紙幣に置き換えるなどの対応が行われた。
臨時通貨法以後はアルミニウム青銅、アルミニウム、錫、錫・亜鉛合金が戦時中に定められ、ニッケル貨・銀貨・銅貨を回収した。更に航空機材料とするためにアルミニウム貨の量目を減らしたり錫貨で置き換え、遂には金属材料が枯渇して紙幣に置き換えられて陶貨が準備された。

#### 戦後の黄銅貨
金属素材が軍需にまわされたことから、終戦時には造幣局の手持ちの金属材料は錫やアルミニウムを僅かに残していたが、軍が本土決戦に備えて備蓄していた薬莢、弾帯、装弾子、信管、黄銅棒などの黄銅製品が大量に残っていることがわかり、その払い下げをうけて硬貨の材料とした。スクラップ故に雑多な素材の組成が一定にならず、銅60-70%、亜鉛40-30%と広い幅が許容されている。戦後に発行された五十銭黄銅貨幣（鳳凰）、五十銭黄銅貨（桜）、一円黄銅貨、五円黄銅貨（無孔）、五円黄銅貨（有孔楷書体）を経て、現行の五円黄銅貨（有孔ゴシック体）もこの組成を引き継いでいる。

#### 戦後のアルミニウム貨
造幣局に残されたアルミニウムを使って稲十銭アルミ貨が発行されたが、GHQの命令でアルミニウムの精錬が禁じられており、素材を調達できず製造を中止した。代用としてA拾錢券が発行された。アルミニウム貨が復活したのは1955年（昭和30年）に一圓アルミニウム貨が発行を開始したときである。
以後、臨時補助貨幣は、十円青銅貨、五十円硬貨はニッケル貨を経て白銅貨、百円貨は銀貨を経て白銅貨を素材とし、五百円貨は白銅貨・ニッケル黄銅貨を素材としたのを経て現在はバイカラー・クラッド貨となっている。

#### バイカラー・クラッド貨
2008年（平成20年）以降発行が開始された地方自治法施行60周年記念貨幣では、バイカラー・クラッド貨が発行された。また、2021年（令和3年）より一般流通用の500円硬貨もバイカラー・クラッド貨となっている。中央部は銅を白銅で挟みこみ（クラッド）、外縁部のニッケル黄銅に嵌め合わせて（バイカラー）作成している。

#### クラッド貨
2015年（平成27年）から2016年（平成28年）にかけて発行された新幹線鉄道開業50周年記念貨幣の額面100円の硬貨は銅の両面に白銅を貼り合わせたクラッド貨である。

#### カラーコイン
2003年（平成15年）に第5回アジア冬季競技大会記念で発行された1000円銀貨以降、額面1000円の記念銀貨はパッド印刷による彩色が施されている。

### 表裏
1871年（明治4年）の新貨条例では法文中に図柄が描かれ表・裏を明示していた。
1897年（明治30年）の貨幣法では素材・品位・量目を定め、直径や図柄については形式を定める勅令（貨幣法ニ拠ル貨幣）によっていた。1938年（昭和13年）の臨時通貨法では、臨時補助通貨の額面のみを定め、素材・品位・量目・直径・図柄については別途形式を定める勅令によっていた。これら勅令において図柄は硬貨の両面が上下に並べて図示されているが表・裏は明示されていなかった。但し上の図柄には概ね菊紋があり便宜上に菊紋のある上の図柄を表として扱っていた。
戦後GHQにより菊紋の使用が禁じられると表裏の判別基準が失われた。そこで表裏の判別を大蔵省内で協議した際、貨幣法制定後に発行された貨幣は年銘がすべて裏側（菊紋の反対側）に表示されていたことから、年銘が表示されている方を「裏」、その逆側を「表」という扱いをすることになった。このような経緯により、造幣局では、建物や植物などの表示がある面を「表」、年銘のある面を「裏」と呼んでおり、この用法は一般にも浸透している。これによれば、現在有効な通常貨幣に限れば、結果的に「表」には全種類に「一円」「五円」「五百円」などの漢数字による額面が表記されていることになるが、記念貨幣では例外もある。政令「通貨の単位及び貨幣の発行等に関する法律施行令」の別表に硬貨の形式が図柄入りで表示されているが、その記載の順序に従って最初に示されるのが表、次に示されるのが裏にあたる。

### 図柄
1871年（明治4年）制定の新貨条例の下では表面には天皇の象徴として龍が刻まれた。本位金貨は表面に阿龍、裏面に菊花紋章、桐紋、日章、菊枝と桐枝、錦の御旗（日月旗）、八稜鏡が刻まれた。なお、一円金貨は小型で龍をうまく刻印できず表面は漢数字で「一圓」とした。一円銀貨・貿易銀も表面は阿龍が刻まれた。補助貨幣のうち銀貨は表面に吽龍、裏面に菊花紋章、菊枝と桐枝が、銅貨は吽龍、裏面に菊花紋章、菊枝と桐枝が刻まれた。一厘青銅貨のみ表面を菊花紋章、裏面を漢数字で「一厘」とした。
1897年（明治30年）制定の貨幣法の下では、本位金貨は表面に菊花紋章、菊枝と桐枝、裏面に桐紋、日章、八稜鏡が刻まれた。補助貨幣のうち銀貨は新貨条例下のデザインを裏表反対にして定めた。龍を尊ぶのは清国の思想であるとして、龍図を裏にまわし、菊花紋章を表にした。以後改鋳の際に龍を別の図案にしている。
記念硬貨を除く現在有効な一般流通用の硬貨については、稲穂や菊花、桜花など、日本を象徴する動植物や建築物などが図案として採用されている。特に、植物の図案については、各硬貨の表面、裏面の少なくともいずれか一方（または両方）に必ず採用されていることが特徴である。

#### 現在有効な一般流通用の硬貨の図案に採用された題材
太字は、該当の題材が表面の主たる図案として採用された硬貨を示す。

##### 建築物
- 国会議事堂：（五円黄銅貨（無孔） 1948年（昭和23年）発行）
- 平等院鳳凰堂：（十円青銅貨（ギザ有） 1953年（昭和28年）発行[注 22]、十円青銅貨（ギザ無） 1959年（昭和34年）発行）

##### 動物
- 鳩：（五円黄銅貨（無孔） 1948年（昭和23年）発行）
- 鳳凰：（百円銀貨 1957年（昭和32年）発行）

##### 植物
- 梅花：（五円黄銅貨（無孔） 1948年（昭和23年）発行）
- 稲穂：（五円黄銅貨（有孔楷書体） 1949年（昭和24年）発行、五円黄銅貨（有孔ゴシック体） 1959年（昭和34年）発行、百円銀貨 1959年（昭和34年）発行）
- 双葉（木の芽）：（五円黄銅貨（有孔楷書体） 1949年（昭和24年）発行、五円黄銅貨（有孔ゴシック体） 1959年（昭和34年）発行）
- 常盤木：（十円青銅貨（ギザ有） 1953年（昭和28年）発行[注 22]、十円青銅貨（ギザ無） 1959年（昭和34年）発行）
- 若木：（一円アルミニウム貨 1955年（昭和30年）発行）
- 菊花：（五十円ニッケル貨（無孔） 1955年（昭和30年）発行、五十円ニッケル貨（有孔） 1959年（昭和34年）発行、五十円白銅貨 1967年（昭和42年）発行）
- 桜花：（百円銀貨 1957年（昭和32年）発行、百円白銅貨 1967年（昭和42年）発行）
- 桐花葉：（五百円白銅貨 1982年（昭和57年）発行、五百円ニッケル黄銅貨 2000年（平成12年）発行、五百円バイカラー・クラッド貨 2021年（令和3年）発行）
- 竹（笹葉）：（五百円白銅貨 1982年（昭和57年）発行、五百円ニッケル黄銅貨 2000年（平成12年）発行、五百円バイカラー・クラッド貨 2021年（令和3年）発行）
- 橘：（五百円白銅貨 1982年（昭和57年）発行、五百円ニッケル黄銅貨 2000年（平成12年）発行、五百円バイカラー・クラッド貨 2021年（令和3年）発行）

##### その他
- 歯車：（五円黄銅貨（有孔楷書体） 1949年（昭和24年）発行、五円黄銅貨（有孔ゴシック体） 1959年（昭和34年）発行）
- 水（海、川、湖沼）：（五円黄銅貨（有孔楷書体） 1949（昭和24年）年発行、五円黄銅貨（有孔ゴシック体） 1959年（昭和34年）発行）
- 分銅：（五十円ニッケル貨（無孔） 1955年（昭和30年）発行、百円銀貨 1959年（昭和34年）発行）
- 旭日：（百円銀貨 1957年（昭和32年）発行）

### 肖像
日本では欧米や韓国、台湾などとは異なり、偉人や国家元首など特定の著名人の肖像をあしらった硬貨が発行されたことは長らくなかった。新貨条例の時も、当初天皇の肖像も検討されたが畏れ多いとして、代わりに元首の象徴とされた竜の図が採用された。欧米諸国の硬貨と同様な大きく人物の肖像を図案とした最初の硬貨は、1990年（平成2年）に発行された国際花と緑の博覧会記念5000円銀貨幣であるが、これは実在の人物ではなく、花の女神フローラになぞらえた少女の肖像であった。実在の人物の肖像を図案とした最初の硬貨は、2010年（平成22年）に発行された地方自治法施行60周年記念貨幣（高知県）であり、坂本龍馬の肖像が刻まれた。
以降、日本の硬貨の図案に採用されたことがある人物は以下の通り。
- 坂本龍馬：（地方自治法施行60周年記念1000円銀貨幣（高知県）、同500円バイカラー・クラッド貨幣（高知県） いずれも2010年（平成22年）発行）
- 大隈重信：（地方自治法施行60周年記念1000円銀貨幣（佐賀県）、同500円バイカラー・クラッド貨幣（佐賀県） いずれも2010年（平成22年）発行）
- 白瀬矗：（地方自治法施行60周年記念1000円銀貨幣（秋田県）、同500円バイカラー・クラッド貨幣（秋田県） いずれも2011年（平成23年）発行）
- 双葉山：（地方自治法施行60周年記念1000円銀貨幣（大分県） 2012年（平成24年）発行）
- 伊達政宗：（地方自治法施行60周年記念1000円銀貨幣（宮城県） 2013年（平成25年）発行）
- 渋沢栄一：（地方自治法施行60周年記念1000円銀貨幣（埼玉県） 2014年（平成26年）発行）
- 野口英世：（地方自治法施行60周年記念1000円銀貨幣（福島県） 2016年（平成28年）発行）

なお、これまでに実在の人物の肖像を図案としたのはいずれも記念貨幣（記念硬貨）であり、2021年（令和3年）現在でも一般に流通する硬貨の図案として実在の人物の肖像が採用されたことはない。

### 硬貨上に記載の文言

#### 発行国名
新貨条例下の硬貨では「大日本」が表面に共に刻まれた。貨幣法・臨時通貨法下の硬貨のうち1945年（昭和20年）9月以前製造分では「大日本」が裏側に刻まれた。往時の表記に沿い右横書きであった。
現在有効な一般流通用の硬貨については、五円硬貨を除いて表面に発行国名が「日本国」と表示されている。五円硬貨については裏面に表示されており、このうち1949年（昭和24年）発行開始の黄銅貨（有孔楷書体）と1948年（昭和23年）発行開始の黄銅貨（無孔）については旧字体により「日本國」と表示されている。
なお、過去に発行されていた現在無効となっている硬貨では、「日本國」（1947年（昭和22年）7月以降製造分）の他に、「日本政府」（1945年（昭和20年）11月 - 1947年（昭和22年）5月製造分）であった。

#### 額面金額
記念硬貨を除く現在有効な一般流通用の硬貨については、五円硬貨を除いて表面に漢数字表記、裏面にアラビア数字表記で額面金額が表示されている。ただし、五円硬貨については1959年（昭和34年）から発行されている現行の黄銅貨（有孔ゴシック体）も含め、額面金額の数字は表面の漢数字のみの表記となっており、過去も含めてアラビア数字で額面金額が表記された硬貨が発行されたことはない。また、かつて発行されていた硬貨（現在では失効しているものも含む）のうち一部のものには、アラビア数字による額面金額表示について、英語表記の単位「YEN」「SEN」「RIN」が付いているものも存在していた（現在有効なものでは、1957年（昭和32年）発行開始の鳳凰百円銀貨が該当する）。

#### 年銘
現在有効な一般流通用の硬貨については、裏面に製造年の年銘が元号表記で表示されている。詳細は#硬貨の年銘を参照。

#### 記念硬貨における文言
記念硬貨においては、記念となる事柄が基本的に文言として記される。例えば天皇陛下御即位記念500円バイカラー・クラッド貨においては「御即位記念」と記される。ただしオリンピックの場合は文言として開催年度（西暦）と開催地のみ示され、「オリンピック」自体は五輪マークで示される。例えば東京オリンピック記念貨幣では文言として「1964 TOKYO」と記される他に五輪マークが示される。

#### 銭単位の硬貨の円との比率
現在有効な日本の硬貨にはないが、明治期の貨幣においては、1円未満の貨幣において「何枚で1円」という円との比率が表示されているものが存在した。発行されたものとしては、1873年（明治6年）発行の二銭銅貨・竜一銭銅貨・半銭銅貨の3種のみが該当し、それぞれ竜図と反対側の面（当時裏面と呼ばれていた）に「五十枚換一圓」・「以百枚換一圓」・「二百枚換一圓」と記されていた。

### 硬貨の中心の穴
1949年（昭和24年）以降に発行された五円硬貨と1959年（昭和34年）以降に発行された五十円硬貨の中心には穴があけられているのが大きな特徴である。これは、特に視覚障害者にとって硬貨の判別を容易にすることと、硬貨の材料を節約することなどを目的としたものである。日本で戦前に発行され現在では失効している硬貨では、五銭硬貨と十銭硬貨の一部に穴あき硬貨が存在した。
なお、世界的にみれば穴あき硬貨は比較的珍しい存在ではあるが、ノルウェー、デンマーク、パプアニューギニアなどの国々でも日本同様に一般流通用の硬貨で穴あき硬貨が発行されており、日本独自のものではない。

### 硬貨の周囲の溝（ギザ）
金貨や銀貨などの硬貨の周囲を数ミリ削り取り、それを溶解して新たな偽造硬貨を作ることが横行したため、これを防ぐために貨幣の周囲（側面）にギザギザ状の溝を付けたのが本来の目的であった。実際に、明治の造幣局創業以降に日本で発行された全ての金貨やほとんどの銀貨においては周囲にギザが刻まれていた。
金貨・銀貨が一般流通用として発行されなくなった現代ではその意味合いは薄れ、特に視覚障害者にとって硬貨の判別を容易にすることを目的に、原則として高額面の硬貨の周囲にギザが刻まれている。第二次世界大戦中から終戦直後の混乱期にかけてはギザの有無と額面金額の関係性が崩れていた時期もあったが、1959年（昭和34年）発行の十円青銅貨がギザ有りからギザ無しに変更されたことにより、これ以降は硬貨のギザの有無に加え、前述の硬貨の中心の穴の有無、そして重さの3要素により視覚に頼らなくとも硬貨の識別が可能となっている。
なお、1982年（昭和57年)に発行された五百円白銅貨ではギザに代わって文字（レタリング）が刻まれたほか、2000年（平成12年）に発行された五百円ニッケル黄銅貨では偽造防止力向上を目的として、側面の溝の角度を硬貨面に対して斜めにした「斜めギザ」という特殊なギザが用いられている。更に、2021年（令和3年）発行の五百円バイカラー・クラッド貨では、これまた偽造防止力向上のため、斜めギザの一部分の間隔・勾配を他のギザとは異なる形状にした「異形斜めギザ」と呼ばれるタイプの更に特殊なギザが採用されている。

### デザインが一般公募によって決定された硬貨
明治以降の日本の硬貨で、デザインが一般公募によって決定された硬貨は次の通りである。
- 五十銭硬貨〈小型鳳凰五十銭銀貨〉（1922年（大正11年）発行開始、八咫烏五十銭銀貨のデザインを一部改変、1953年（昭和28年）通用停止）
- 十銭硬貨〈十銭ニッケル貨〉（1933年（昭和8年）発行開始、1953年（昭和28年）通用停止）
- 五銭硬貨〈五銭ニッケル貨〉（1933年（昭和8年）発行開始、1953年（昭和28年）通用停止）
- 十銭硬貨〈十銭アルミニウム青銅貨〉（1938年（昭和13年）発行開始、1953年（昭和28年）通用停止）
- 五銭硬貨〈五銭アルミニウム青銅貨〉（1938年（昭和13年）発行開始、1953年（昭和28年）通用停止）
- 一銭硬貨〈烏一銭黄銅貨〉（1938年（昭和13年）発行開始、1953年（昭和28年）通用停止）
- 一銭硬貨〈烏一銭アルミニウム貨〉（1938年（昭和13年）発行開始、1953年（昭和28年）通用停止）
- 五十円硬貨〈穴ナシ五十円ニッケル貨〉（1955年（昭和30年）発行開始、現在有効）
- 五十円硬貨〈穴空き五十円ニッケル貨〉（1959年（昭和34年）発行開始、現在有効）
- 百円硬貨〈稲穂百円銀貨〉（1959年（昭和34年）発行開始、現在有効）
- 一円硬貨〈一円アルミニウム貨〉（1955年（昭和30年）発行開始、現在発行中）

以下は実際には流通しなかったものである。
- 五十銭硬貨〈八咫烏五十銭銀貨〉（1918年（大正7年）発行開始、本格製造され日銀に引き渡されたものの流通せず）
- 二十銭硬貨〈八咫烏二十銭銀貨〉（1918年（大正7年）貨幣法により制定、試作のみ）
- 十銭硬貨〈八咫烏十銭銀貨〉（1918年（大正7年）発行開始、本格製造され日銀に引き渡されたものの流通せず）
- 二十銭硬貨〈小型鳳凰二十銭銀貨〉（1922年（大正11年）貨幣法により制定、小型鳳凰五十銭銀貨と同様図案、試作のみ）

### 麻袋
日本の硬貨は、造幣局で製造されてから日本銀行に納入される際、麻袋に詰められた形で納入される。通常貨幣の場合は、五百円硬貨は2000枚、一円硬貨は5000枚、それ以外の4種については同種4000枚が麻袋1袋に詰められる。
| 貨幣種類   | 枚数    | 合計金額    | 正味重量 | 封緘の色 |
| ---------- | ------- | ----------- | -------- | -------- |
| 一円硬貨   | 5,000枚 | 5,000円     | 5kg      | 白       |
| 五円硬貨   | 4,000枚 | 20,000円    | 15kg     | 紫       |
| 十円硬貨   | 4,000枚 | 40,000円    | 18kg     | 緑       |
| 五十円硬貨 | 4,000枚 | 200,000円   | 16kg     | 赤       |
| 百円硬貨   | 4,000枚 | 400,000円   | 19.2kg   | 黄       |
| 五百円硬貨 | 2,000枚 | 1,000,000円 | 14.2kg   | 青       |

日銀用語としては、これらの麻袋を「大袋」と呼び、日銀の勘定店における現金の受入単位は、通常貨幣（通常硬貨）にあっては大袋または大袋包装封単位としている。大袋包装封は、25大袋または50大袋（ただし一円硬貨の場合のみそれに加えて100大袋も可）を取り纏めたものと規定されている。

## 通用制限
硬貨は貨種によって以下の表の通用制限がある。補助貨幣は金額ないし枚数で制限される。新貨条例下の一円銀貨・貿易銀（以下「一円銀貨」で代表）は貿易の決済を想定して使用場所が開港場に制限されており、国内での支払いや、納税等の公納には使用できないこととした。尚、取引当事者双方の合意で、制限金額ないし制限枚数を越えて授受したり、一円銀貨を国内で授受することは差し支えなかった。一円銀貨は後に国内における強制通用力が付与され、国内での取引や公納にも使用できるようになった。補助貨幣の代用として発行された小額政府紙幣や小額の日本銀行券も、この制限を引き継いだ。

### 現行の硬貨の通用制限
現行の硬貨については、強制通用力は各額面の硬貨20枚に限られることが通貨の単位及び貨幣の発行等に関する法律第七条に規定されている。取引における支払い代金の受け取りや、釣銭の受け取りに際して1額面につき21枚以上の受け取りを拒否することができ、その場合には他方は受け取ることを強いることはできない。尚、双方の合意の上で使用するには差し支えない。また、納税等公金の納入に硬貨を使用するに際しては枚数の制限はない。
各額面毎に最大20枚であり、1・5・10・50・100・500円それぞれ20枚の合計である13,320円迄は強制通用力を持つ。
| 根拠法                                 | 種別                       | 額目                   | 通用限度                                                                                         | 備考 |
| -------------------------------------- | -------------------------- | ---------------------- | ------------------------------------------------------------------------------------------------ | --- |
| 新貨条例                               | 本位金貨幣                 | 一圓金貨               | 無制限通用                                                                                       | 貨幣法施行時に額面の倍位通用 |
| 新貨条例                               | 本位金貨幣                 | 二圓金貨               | 無制限通用                                                                                       | 貨幣法施行時に額面の倍位通用 |
| 新貨条例                               | 本位金貨幣                 | 五圓金貨               | 無制限通用                                                                                       | 貨幣法施行時に額面の倍位通用 |
| 新貨条例                               | 本位金貨幣                 | 十圓金貨               | 無制限通用                                                                                       | 貨幣法施行時に額面の倍位通用 |
| 新貨条例                               | 本位金貨幣                 | 二十圓金貨             | 無制限通用                                                                                       | 貨幣法施行時に額面の倍位通用 |
| 新貨条例                               | 貿易銀                     | 一圓銀貨               | 制定時は開港場でのみ通用。1878年（明治11年）以降は国内でも無制限に通用。貨幣法施行時に通用停止。 | 当初は銀416グレインで「一圓」表記であった。明治8年2月28日太政官布告第35号で銀を420グレインに増量し表記を「貿易銀」とした。明治11年11月26日太政官布告第35号で銀416グレイン、表記を「一圓」に戻した。 |
| 新貨条例                               | 貿易銀                     | 貿易銀                 | 制定時は開港場でのみ通用。1878年（明治11年）以降は国内でも無制限に通用。貨幣法施行時に通用停止。 | 当初は銀416グレインで「一圓」表記であった。明治8年2月28日太政官布告第35号で銀を420グレインに増量し表記を「貿易銀」とした。明治11年11月26日太政官布告第35号で銀416グレイン、表記を「一圓」に戻した。 |
| 新貨条例                               | 定位ノ銀貨幣（補助ノ銀貨） | 五銭銀貨               | 合計十圓迄                                                                                       | |
| 新貨条例                               | 定位ノ銀貨幣（補助ノ銀貨） | 十銭銀貨               | 合計十圓迄                                                                                       | |
| 新貨条例                               | 定位ノ銀貨幣（補助ノ銀貨） | 二十銭銀貨             | 合計十圓迄                                                                                       | |
| 新貨条例                               | 定位ノ銀貨幣（補助ノ銀貨） | 五十銭銀貨             | 合計十圓迄                                                                                       | |
| 新貨条例                               | 定位ノ銅貨（補助ノ銅貨）   | 一厘銅貨               | 合計一圓迄                                                                                       | |
| 新貨条例                               | 定位ノ銅貨（補助ノ銅貨）   | 半銭銅貨               | 合計一圓迄                                                                                       | 半銭＝5厘 |
| 新貨条例                               | 定位ノ銅貨（補助ノ銅貨）   | 一銭銅貨               | 合計一圓迄                                                                                       | |
| 新貨条例                               | 定位ノ銅貨（補助ノ銅貨）   | 二銭銅貨               | 合計一圓迄                                                                                       | 明治6年8月29日太政官布告第308号で追加 |
| 新貨条例                               | 定位ノ銅貨（補助ノ銅貨）   | 五銭白銅貨             | 合計一圓迄                                                                                       | 明治21年11月6日勅令第74号で追加 |
| 新貨条例                               | 旧貨幣                     | 寛永通宝銅一文(1厘)    | 合計一圓迄                                                                                       | |
| 新貨条例                               | 旧貨幣                     | 寛永通宝鉄一文(1/16厘) | 合計一圓迄                                                                                       | |
| 新貨条例                               | 旧貨幣                     | 寛永通宝銅四文(2厘)    | 合計一圓迄                                                                                       | |
| 新貨条例                               | 旧貨幣                     | 寛永通宝鉄四文(1/8厘)  | 合計一圓迄                                                                                       | |
| 新貨条例                               | 旧貨幣                     | 文久永宝銅四文(3/2厘)  | 合計一圓迄                                                                                       | |
| 新貨条例                               | 旧貨幣                     | 天保通宝銅百文(8厘)    | 合計一圓迄                                                                                       | |
| 貨幣法                                 | 金貨幣                     | 五圓金貨               | 無制限通用                                                                                       | |
| 貨幣法                                 | 金貨幣                     | 十圓金貨               | 無制限通用                                                                                       | |
| 貨幣法                                 | 金貨幣                     | 二十圓金貨             | 無制限通用                                                                                       | |
| 貨幣法                                 | 銀貨幣                     | 十銭銀貨               | 合計十圓迄                                                                                       | 第一次大戦期に銀貨の代わりに発行された小額政府紙幣も同様に制限された。 |
| 貨幣法                                 | 銀貨幣                     | 二十銭銀貨             | 合計十圓迄                                                                                       | 第一次大戦期に銀貨の代わりに発行された小額政府紙幣も同様に制限された。 |
| 貨幣法                                 | 銀貨幣                     | 五十銭銀貨             | 合計十圓迄                                                                                       | 第一次大戦期に銀貨の代わりに発行された小額政府紙幣も同様に制限された。 |
| 貨幣法                                 | 白銅貨幣                   | 五銭白銅貨             | 合計一圓迄                                                                                       | 貨幣法制定当初 |
| 貨幣法                                 | 白銅貨幣                   | 五銭白銅貨             | 合計五圓迄                                                                                       | 大正9年7月27日法律第5号による改正で十銭白銅貨幣を追加して以降、通用制限額を引き上げ。 |
| 貨幣法                                 | 白銅貨幣                   | 十銭白銅貨             | 合計五圓迄                                                                                       | 大正9年7月27日法律第5号による改正で十銭白銅貨幣を追加して以降、通用制限額を引き上げ。 |
| 貨幣法                                 | ニッケル貨幣               | 五銭ニッケル貨         | 合計五圓迄                                                                                       | 昭和8年9月1日法律第58号による改正で白銅貨幣をニッケル貨幣に改めて以降。通用制限額は従来の白銅貨幣と同様。                                                                                           |
| 貨幣法                                 | ニッケル貨幣               | 十銭ニッケル貨         | 合計五圓迄                                                                                       | 昭和8年9月1日法律第58号による改正で白銅貨幣をニッケル貨幣に改めて以降。通用制限額は従来の白銅貨幣と同様。                                                                                           |
| 貨幣法                                 | 青銅貨幣                   | 五厘青銅貨             | 合計一圓迄                                                                                       | |
| 貨幣法                                 | 青銅貨幣                   | 一銭青銅貨             | 合計一圓迄                                                                                       | |
| 臨時通貨法                             | 紙幣                       | 五十銭紙幣             | 十圓迄                                                                                           | |
| 臨時通貨法                             | 硬貨                       | 一銭                   | 一圓迄                                                                                           | |
| 臨時通貨法                             | 硬貨                       | 五銭                   | 五圓迄                                                                                           | 第二次大戦末期に硬貨の代わりに発行された小額日本銀行券も同様に制限された。 |
| 臨時通貨法                             | 硬貨                       | 十銭                   | 五圓迄                                                                                           | 第二次大戦末期に硬貨の代わりに発行された小額日本銀行券も同様に制限された。 |
| 臨時通貨法                             | 硬貨                       | 五十銭                 | 十圓迄                                                                                           | 昭和21年8月10日法律第5號で追加 |
| 臨時通貨法                             | 硬貨                       | 一圓                   | 二十圓迄                                                                                         | 昭和23年6月19日法律第56号で追加 |
| 臨時通貨法                             | 硬貨                       | 五圓                   | 百圓迄                                                                                           | 昭和23年6月19日法律第56号で追加 |
| 臨時通貨法                             | 硬貨                       | 十円                   | 二百円迄                                                                                         | 昭和25年3月2日法律第3号で追加 |
| 臨時通貨法                             | 硬貨                       | 五十円                 | 千円迄                                                                                           | 昭和30年6月20日法律第24号で追加 |
| 臨時通貨法                             | 硬貨                       | 百円                   | 二千円迄                                                                                         | 昭和32年5月27日法律第134号で追加 |
| 臨時通貨法                             | 硬貨                       | 五百円                 | 一万円迄                                                                                         | 昭和56年5月15日法律第40号で追加 |
| 通貨の単位及び貨幣の発行等に関する法律 | 硬貨                       | 一円                   | 額面価格の二十倍まで                                                                             | 制限の内容としては臨時通貨法の定めと同じ。 各額面ごとに20枚で、合計で13,320円迄。 |
| 通貨の単位及び貨幣の発行等に関する法律 | 硬貨                       | 五円                   | 額面価格の二十倍まで                                                                             | 制限の内容としては臨時通貨法の定めと同じ。 各額面ごとに20枚で、合計で13,320円迄。 |
| 通貨の単位及び貨幣の発行等に関する法律 | 硬貨                       | 十円                   | 額面価格の二十倍まで                                                                             | 制限の内容としては臨時通貨法の定めと同じ。 各額面ごとに20枚で、合計で13,320円迄。 |
| 通貨の単位及び貨幣の発行等に関する法律 | 硬貨                       | 五十円                 | 額面価格の二十倍まで                                                                             | 制限の内容としては臨時通貨法の定めと同じ。 各額面ごとに20枚で、合計で13,320円迄。 |
| 通貨の単位及び貨幣の発行等に関する法律 | 硬貨                       | 百円                   | 額面価格の二十倍まで                                                                             | 制限の内容としては臨時通貨法の定めと同じ。 各額面ごとに20枚で、合計で13,320円迄。 |
| 通貨の単位及び貨幣の発行等に関する法律 | 硬貨                       | 五百円                 | 額面価格の二十倍まで                                                                             | 制限の内容としては臨時通貨法の定めと同じ。 各額面ごとに20枚で、合計で13,320円迄。 |

## 偽造防止技術・偽造変造事件、及び類似の規格の海外硬貨
大規模な硬貨の偽造・変造として、十万円金貨の偽造事件、500円白銅貨の変造事件がある。100円以下の硬貨については大規模な事件ではないが、百円白銅貨の偽造事件や類似硬貨による詐欺事件がある。

### 十万円金貨
1986年（昭和61年）に天皇在位60周年を記念して発行された記念硬貨のうち10万円金貨について大規模な偽造事件が起きた。この金貨は20gの金（品位は 99.99%）を素材としたが往時の金単価が1g=1,800円前後であり、素材価値は約36,000円であった。10万円で引換えた金貨は概ね退蔵されると見込まれ、1枚あたり約64,000円、発行数全体で5500憶円の差額が国庫に入ると期待された。だが、1990年（平成2年）に国外から持ち込まれた金貨に偽造品が見つかったのをきっかけに調査したところ、10万7946枚の偽造貨幣が見つかり、107億9460万円の被害が出た。また8万5647枚が日本銀行に還流していたと判明した。額面に対して地金価値が相当低く、差額を狙われたものである。
以後の金貨は、金地金より額面を低くし、販売時には地金価値より高いプレミアム価格で販売する収集型金貨の形式で発行されている。

### 五百円硬貨
日本の一般流通用の硬貨で最高額である五百円硬貨については、1999年（平成11年）まで発行されていた五百円白銅貨（初代五百円硬貨）の大量変造事件を受け、2000年（平成12年）発行の2代目五百円硬貨は材質をニッケル黄銅とし、潜像・斜めギザ・微細線・微細点などの偽造防止技術を施している。更に、2021年（令和3年）発行の3代目五百円硬貨には、バイカラー・クラッド、異形斜めギザ、表面の縁の内側の微細文字加工が採用された。
五百円白銅貨に関する変造事件で用いられた類似の規格の海外硬貨には、韓国の500ウォン硬貨を中心として、イランの1リヤル硬貨やハンガリーの20フォリント硬貨および50フォリント硬貨、ポルトガルの旧25エスクード硬貨などが挙げられる。

### 百円硬貨
百円硬貨が偽造された事件が報道された例が存在する。
また、規格が類似した海外の硬貨として、香港の50セント硬貨が挙げられ、カプセルトイて誤認識させている事例が散見される。

### その他の硬貨
百円以下の硬貨は、小額ということもあり、偽造防止として目立った技術は施されていない。百円硬貨・五十円硬貨のギザや五十円硬貨・五円硬貨の穴は偽造防止と言えなくもないが、ギザや穴の主な目的は目の不自由な人が手触りで判別できるようにすることにある。十円硬貨の平等院鳳凰堂の細かなデザインは、当初高額硬貨であったため偽造防止の意味も含めて決められたものである。

## 小額硬貨の廃止について
現在、銭・厘単位（1円未満）の硬貨については小額通貨整理法により既に通用停止となっている。
現在発行中の通常硬貨のうち、一円硬貨及び五円硬貨については、現在でも市中では不自由なく流通しているものの、これらの廃止に関する議論もないわけではない。特に一円硬貨に関しては、近年ではキャッシュレス化の進展などで新規製造が貨幣セット用のみに限られる状態が続いており、流通量も漸減傾向にある。他にも製造コストや金融機関での手数料の事情、先進諸国の小額硬貨の廃止の状況などから、廃止論もしばしば取りざたされることがある（1セント硬貨 (アメリカ合衆国)#硬貨存廃を巡る議論およびユーロ硬貨#小額硬貨も参照）。2021年（令和3年）2月25日には予算委員会分科会で、泉健太立憲民主党政調会長が、一円硬貨と五円硬貨の廃止を麻生太郎財務大臣に提案したが、この時点では麻生太郎は「小額の取引を中心に需要はあるので直ちに廃止する考えはない」とした。

## 損傷時の交換
日本銀行の本支店において、破損（曲がり、変形等の損傷や汚染など）や磨損（すり減りなど）により通用や使用に支障が出た日本の硬貨（以下単に硬貨）について交換業務（引換え）を行っている。損傷していなくても、現在発行されていない旧硬貨は同様にこの交換業務（引換え）の対象となる。なお、その時点で日本国内での通用力が停止されていない全ての硬貨、記念硬貨や貨幣（通用や使用に支障が出ていないもの）は、通常の銀行の窓口で、一般的な硬貨と同様に預金などが可能である。
破損等の事由には過失など理由を問わないが、故意の硬貨の損傷は貨幣損傷等取締法により処罰される。なお、有害物質（放射性物質、毒劇物、化学兵器や生物兵器その他）により汚染された硬貨については、日本銀行への届け出前に、当該有害物質の所管官庁等に相談する必要がある。
窓口に出向き届け出る事が必要であり、郵送などの対応は行わない。また、日本銀行本支店では、引き換えに要する時間その他の事務上の理由から、来店前に事前に電話等をする事を推奨している。
また、これらの損傷時交換対応などは、少量・損傷判定が明確であれば、銀行法上の銀行窓口においても対応する場合がある。ただし銀行法上の銀行における交換業務は義務対応ではないので、銀行によって対応が異なる（大量であったり損傷判定が明確でない場合に、銀行が日銀鑑定に回付までしてもらえる場合がある。ただしこれも義務対応ではない）。ゆうちょ銀行窓口においては両替業務を行っていない関係上、損傷硬貨の交換も行っていない。

### 損傷硬貨の引換え基準
硬貨の刻印（模様）が確認できることが条件となる。また、欠損のある場合は以下の基準により交換を行う。
- 金貨である場合
  - 残存重量が98%以上の場合
    - 全額（100%）の硬貨と交換

  - 残存重量が98%未満の場合
    - 全額失効[注 35]
- 金貨以外の場合
  - 残存重量が50%を超える場合
    - 全額（100%）の硬貨と交換

  - 残存重量が50%以下の場合
    - 全額失効[注 36]

ただし、損傷等の原因が災害その他やむを得ない事由による場合は、上記にかかわらず、硬貨の刻印（模様）が確認できることが条件として、全額（100%）の硬貨と交換するとしている。